# جرذ أرفاكي
جرذ أرفاكي (الاسم العلمي: Rattus arfakiensis) (بالإنجليزية: Vogelkop Mountain Rat)‏ هو نوع من الحيوانات يتبع جنس الجرذ من الفصيلة الفأرية.